# Meurtres à Orléans
 (décembre 2019).
Si vous disposez d'ouvrages ou d'articles de référence ou si vous connaissez des sites web de qualité traitant du thème abordé ici, merci de compléter l'article en donnant les références utiles à sa vérifiabilité et en les liant à la section « Notes et références ».
Pour plus de détails, voir Fiche technique et Distribution.
Meurtres à Orléans est un téléfilm français réalisé par Jean-Marc Seban en 2017.

## Synopsis
Une jeune femme interprétant Jeanne d'Arc lors d'une fête johannique est tuée d'une flèche en plein cœur. Charlotte Marat, capitaine de police fraîchement arrivée de Paris, assistait au défilé lorsque le drame s'est produit. Elle mène l'enquête avec son gendre, Philippe Cransac, amateur d'histoire médiévale. Ils tentent de comprendre le lien qu'il y aurait entre ce crime et la blessure de la Pucelle au cours de la bataille d'Orléans en 1429. Philippe se passionne pour cette affaire troublante.

## Fiche technique
- Titre original : Meurtres à Orléans
- Réalisation : Jean-Marc Seban
- Scénario : Virginie Peignien, Jean-Marc Seban et Lionel Pasquier
- Musique : Alain Weiller
- Photographie : Jonny Semeco
- Production : A la vie Productions et Compagnie des phares et balises
- Pays d’origine : France
- Langue : Français
- Genre : Policier
- Durée : 90 minutes
- Dates de première diffusion télévision: 
  -  21 novembre 2017 sur La Une
  -  29 décembre 2017 sur RTS Un
  -  20 janvier 2018 sur France 3

## Distribution
- Michèle Bernier : Charlotte Marat
- David Kammenos : Philippe Cransac
- Jean-Pierre Michaël : François Duvivier
- Nathalie Besançon : Wagner
- Léone François : Isabelle Cransac
- Philippe du Janerand : Olivier Sureau
- Axelle Dodier : Manon Fischer
- Thomas Silberstein : Alexandre Fischer
- Perkins Lyautey : Anatole Romée
- Adrien Schmuck : Côme Sougy
- Damien Jouillerot : Laurent Tessier
- Djibril Pavade : Fabien
- Florence Maury : Sandrine Duvivier
- Nicky Marbot : Hugo Fischer
- Isabelle Ratier : Madame Delamare
- Emilie Jumeaux : Marianne Fischer

## Audience
- France : 5,24 millions de téléspectateurs (première diffusion) (24 % de part d'audience)

## Lieux de tournage
Le téléfilm a été tourné du 17 juillet au 10 août 2017 à Orléans et sa région. On peut apercevoir la cour de récréaction de l'École primaire (et maternelle) Louis Gallouédec, située à Saint-Jean-De-Braye. Des scènes ont été tournées devant les ruines de l'abbaye du Rondonneau à Huisseau sur Mauves, au jardin de l'Evêché et au Campo Santo à Orléans.

## Sortie DVD
Le téléfilm sort en DVD le 25 septembre 2019.  